# Soncino
Soncino (lombardul: Sunsì, nyugat-lombardul: Suncin) település az észak-olaszországi Lombardiában Cremona megye területén található, tőle keletre Milánó 60 km-re, északnyugatra 30 km-re Cremona város. 2004. december 31-én a lakosság száma 7440 fő, területe 45,3 négyzetkilométer volt. 2004. november 18-án kapott a település városi rangot egy elnöki rendelet nyomán.
Soncino határos települései a következők: Casaletto di Sopra, Cumignano sul Naviglio, Fontanella, Genivolta, Orzinuovi, Roccafranca, Ticengo, Torre Pallavicina, Villachiara.

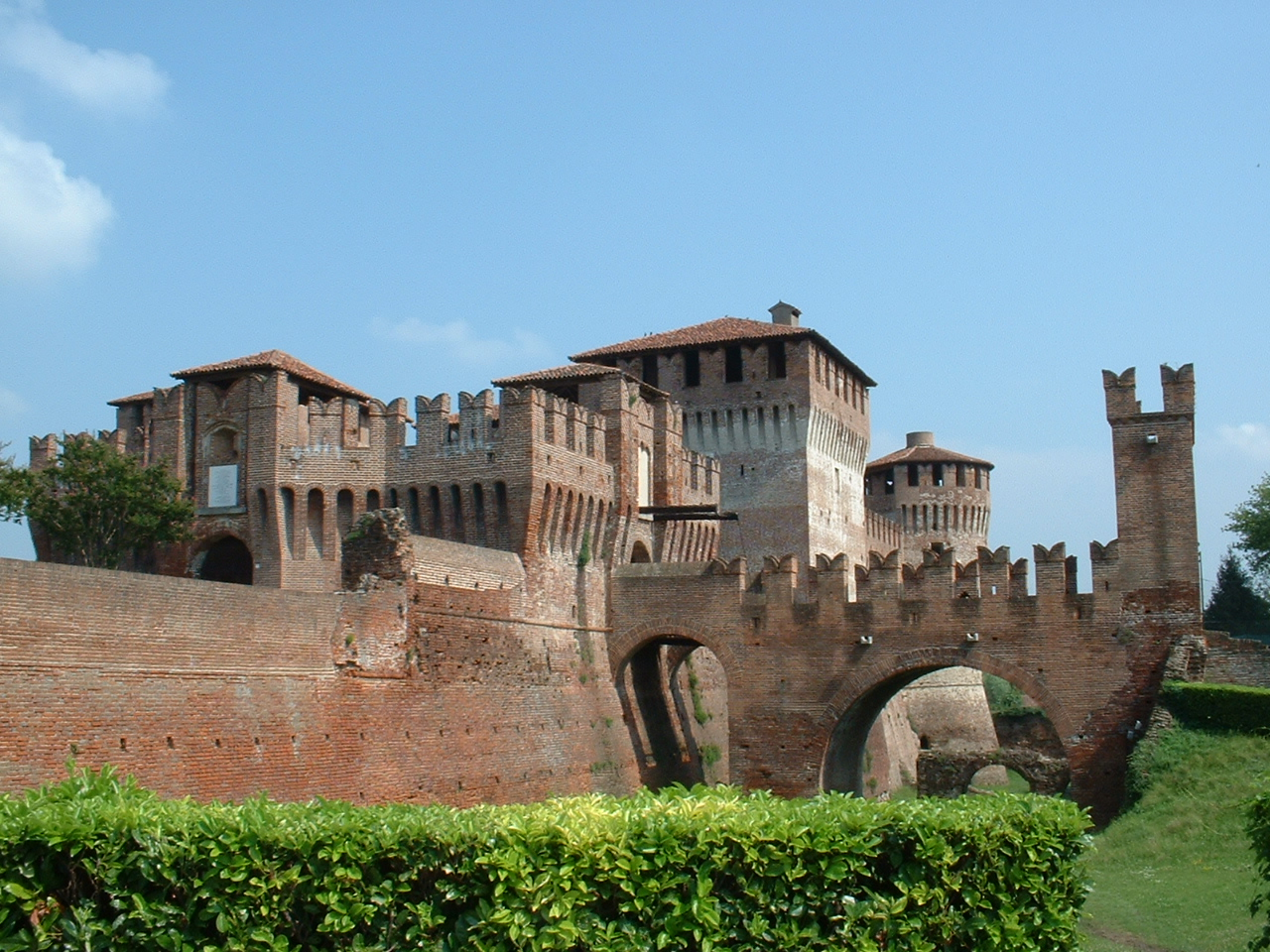
Soncino erődje

## Látnivalók
- Rocca Sforzesca erőd, amely 1473-ban épült
- San Giacomo templom
- Santa Maria Assunta 12. századi templom
- A városháza és Civik torony
- Casa degli Stampatori ház, ahol 1488-ban a világ első teljes zsidó bibliáját kiadták
- Santa Maria delle Grazie reneszánsz épülete

## Fordítás
- Ez a szócikk részben vagy egészben a Soncino, Lombardy című angol Wikipédia-szócikk ezen változatának fordításán alapul.  Az eredeti cikk szerkesztőit annak laptörténete sorolja fel. Ez a jelzés csupán a megfogalmazás eredetét és a szerzői jogokat jelzi, nem szolgál a cikkben szereplő információk forrásmegjelöléseként.